# 다사역

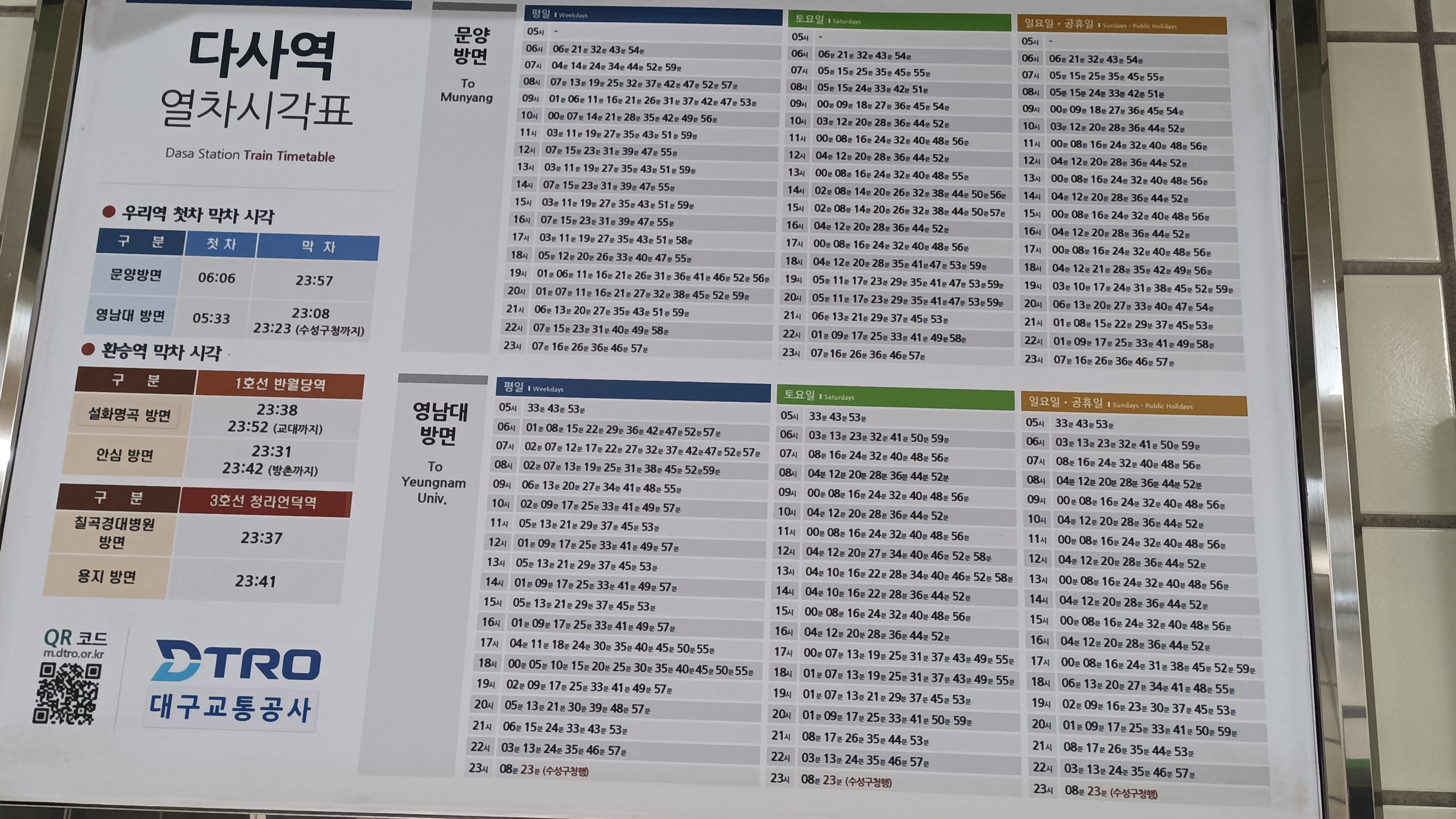
다사역 열차시간표

다사역(Dasa station, 多斯驛)은 대한민국 대구광역시 달성군 다사읍 다사역로에 있는 대구 도시철도 2호선의 역이다. 이 역부터 영남대역까지 지하 구간이다.

## 특징
매곡리 아파트 단지 안쪽에 역이 소재해 있으며, 30번 국도변이 아닌 달천리 방향의 다사초등학교 인근에 소재하고 있어서 시내버스 환승 등 이용에는 조금 불편한 역이다. 대구 도시철도 2호선의 지하 역들 중 깊이가 가장 얕으며, 대실역 및 경산 연장 구간의 3개 역들(정평역, 임당역, 영남대역)과 함께 영업 시작 당시부터 스크린도어가 설치되어 있었으나, 최근 스크린도어 노후화로 인해 스크린도어가 다시 공사되었다. 이로 인해 서울이 아닌 다른 지역 도시철도 역들 중 최초로 스크린도어가 교체된 역이다.

## 역명의 유래
다사(多斯)는 옛날에 757년(신라 경덕왕 16년) 양주(良州, 경남 양산)의 속군(屬郡)인 수창군의 한 현이었으며, 다사지현(多斯只縣) 혹은 답지(沓只)라고 불렸는데 이것을 오늘날 행정 구역 개편 때 모두 합쳐 다사(多斯)라고 불렀다.

## 역사
- 2005년 10월 18일 : 대구 도시철도 2호선 개통과 함께 영업 개시
- 2019년 4월 3일 : 스크린도어 재시공 완료

## 역 구조
2면 2선의 상대식 승강장이 있는 지하 역이고, 벽면 색상은 하얀색이다. 최근 스크린도어가 재시공되었다. 

### 승강장
| 문양 ↑ |
| \| 상  |
| ↓ 대실 |

| 상행 | ● 대구 도시철도 2호선 | 문양 방면               |
| 하행 | ● 대구 도시철도 2호선 | 반월당·범어·영남대 방면 |

- 대합실을 통해 반대편 승강장으로의 이동이 가능하다.

## 역 주변
| 나가는 곳 | 방면 |
| --------- | --- |
| 1         | 다사읍 매곡리 다사초등학교 다사e-편한세상 |
| 2         | 다사읍 매곡리 다사보건지소 다사읍주민자치센터 대구다사주공아파트 다사한일유앤아이                                                                                                  |
| 3         | 다사읍 매곡리 다사읍행정복지센터 다사지구대 다사119안전센터 다사중학교 강창우방타운 강창삼산타운 한서꼼빠니아 태왕드림하이츠 강창하이츠 강창그린빌 새마을금고 다사 새마을금고 본점 |
| 4         | 다사읍 매곡리 다사읍 죽곡리 다사고등학교 강창동서타운 농협 다사농협 본점 |

## 승차량 변동
문양역 보다 역세권이 더 많이 발달되어 있으나, 이용 빈도는 문양역보다 적다. 시내버스 노선과의 연계성도 이 역 바로 앞으로 성서3번 노선 하나만 다닐 정도로 연계성이 좋지 않다.
| 노선  | 승차 인원 | 승차 인원 | 승차 인원 | 승차 인원 | 승차 인원 | 승차 인원 | 승차 인원 | 승차 인원 | 승차 인원 | 승차 인원 | 승차 인원 | 승차 인원 | 승차 인원 | 주석 |
| 노선  | 2005년    | 2006년    | 2007년    | 2008년    | 2009년    | 2010년    | 2011년    | 2012년    | 2013년    | 2014년    | 2015년    | 2016년    | 2017년    | 주석 |
| ----- | --------- | --------- | --------- | --------- | --------- | --------- | --------- | --------- | --------- | --------- | --------- | --------- | --------- | ---- |
| 2호선 | 1,052     | 1,223     | 1,674     | 1,663     | 1,901     | 2,238     | 2,243     | 2,281     | 2,315     | 2,368     | 2,318     | 2,368     |           |      |

## 인접한 역
| 대구 도시철도 2호선 | 대구 도시철도 2호선   | 대구 도시철도 2호선  |
| ------------------- | --------------------- | -------------------- |
| 216 문양 방면       | ● 대구 도시철도 2호선 | 218 대실 영남대 방면 |